# Tundra
Tundra (auch Kältesteppe) ist der Oberbegriff für die Offenlandgebiete der (sub-)polaren Klimazone. Der Begriff stammt aus der Geographie und bezeichnet verallgemeinernd einen bestimmten Landschaftstyp der globalen Maßstabsebene. Je nach Disziplin existieren unterschiedliche Definitionen.
Charakteristisch für die verschiedenen Formen der Tundra ist eine offene, baumfreie Landschaft (zumeist) über Permafrostböden, die je nach Untertyp von Flechten, Moosen, Gräsern und sommergrünen Zwergsträuchern dominiert wird.
Tundra ist ein Lehnwort aus dem gleichbedeutenden russischen тундра, das aus dem finnischen Tunturi – baumlose Hochfläche – oder aus dem kildin-samischen Tūndar entlehnt wurde.

## Definition
Aus Sicht der Geobotanik (Pflanzengeographie) ist die Tundra ein natürlicher Vegetationstyp, der vor allem unter den Bedingungen der Klimate der (sub)polaren Tundren entsteht. In ihrer erdumspannenden (geozonalen) Ausdehnung gehört die Tundra zu den Vegetationszonen. Zudem kommen vergleichbare Pflanzenformationen weltweit in der alpinen Höhenstufe der Gebirge vor, die als nicht zonale Vegetationstypen den Tundren zugeordnet werden können.
Aus Sicht der Ökologie gehört die Tundra zu den größtmöglichen (abstrakten) Ökosystemen, die zusammen die Biosphäre bilden. Sie selbst wird aus typischen Biomen oder Ökoregionen gebildet, die sich wiederum aus den zugehörigen kleinräumigen (konkreten) Bio- und Ökotopen zusammensetzen. Diese untergliedern wiederum das erdumspannende Polare Zonobiom bzw. die Polare/Subpolare Ökozone.

## Verbreitung und Zustand
Die nördliche (arktische) Vegetationszone der Tundra reicht jenseits der polaren Waldgrenze in ihrer maximalen Ausdehnung etwa von 80° nördlicher Breite (auf der Insel Spitzbergen) bis 55° (an der James Bay in Kanada). Die südliche (antarktische) Zone erstreckt sich von 70° südlicher Breite (in Palmerland auf der antarktischen Halbinsel) bis etwa 45° (auf den Crozetinseln im Indischen Ozean).
Aufgrund der wenigen subpolaren Landgebiete in der Süd-Hemisphäre macht die Tieflandtundra dort nur einen winzigen Bruchteil der gesamten Flächen aus. „Echte“ Tundra findet sich dort nur sehr begrenzt an den Rändern von Antarktika und auf einigen subantarktischen Inseln. Die von Schmithüsen „subpolare“ Wiesen- und Moorgebiete Süd-Patagoniens genannten (die auch als „Magellan-Tundra“ bezeichnet werden), die Zwergstrauchheiden der Falkland-Inseln und die subantarktischen Wiesen der Crozet- und Kerguelen-Inseln im Indischen Ozean und der Macquarieinsel im Südpazifik weichen mit dem milderen Klima der ozeanisch-polar geprägten gemäßigten Zone und fehlenden Permafrostböden deutlich vom typischen Tundrenklima ab, obwohl die Vegetation durchaus tundraähnlichen Charakter hat. Die Ursache für das Fehlen von Wald sind dort ganzjährig wehende starke Winde mit einer sehr großen Sturmhäufigkeit bei Temperaturen wenig über dem Gefrierpunkt und meist reichlich Niederschlägen, die zu einer starken Bodenvernässung führen. Die Zuordnung der Vegetation ist daher in der Literatur uneinheitlich. Ähnliche klimatische Verhältnisse bedingen auch in Südalaska und auf der Aleuten-Inselkette eine subpolare Wiesen- und Heidevegetation, die demnach keine „echte“ Tundra ist.
Die Tundren gehen polwärts in die Zone der Eis- und Kältewüsten und Richtung Äquator (auf der Nordhalbkugel) in die Waldtundren über. An die tundraähnlichen Moore Patagoniens schließt sich gemäßigter Regenwald an.
Die nicht zonalen Bergtundren, Matten und Heiden kommen weltweit in nahezu allen Hochgebirgen oberhalb der Waldgrenze vor.
Die größten unzerstörten Tundren der Erde liegen im Nunavut-Territorium und im Norden Labradors in Kanada. Auch im hohen Norden Eurasiens finden sich sehr bedeutende Flächen.
Bezogen auf die potentielle natürliche Vegetation sind heute ca. 5 % der irdischen Landoberfläche Tundren. Tatsächlich sind Anfang des 3. Jahrtausends über 60 % davon in einem weitgehend unbeeinflussten, natürlichen Zustand. Diese Gebiete sind nahezu unbesiedelt. Rund 20 % sind noch naturnah und relativ gering beeinflusst. Diese Flächen sind allerdings zumeist stark fragmentiert und befinden sich durchweg im Wandel (entweder durch eine stetige Überführung in Nutzflächen oder durch Raubbau). Bei unter 20 % wurde die ursprüngliche Vegetationsdecke intensiv verändert und durch anthropogene Landschaften überprägt. In diesen Gebieten sind naturnahe Tundra-Landschaften höchstens noch in kleinen Relikten anzutreffen.

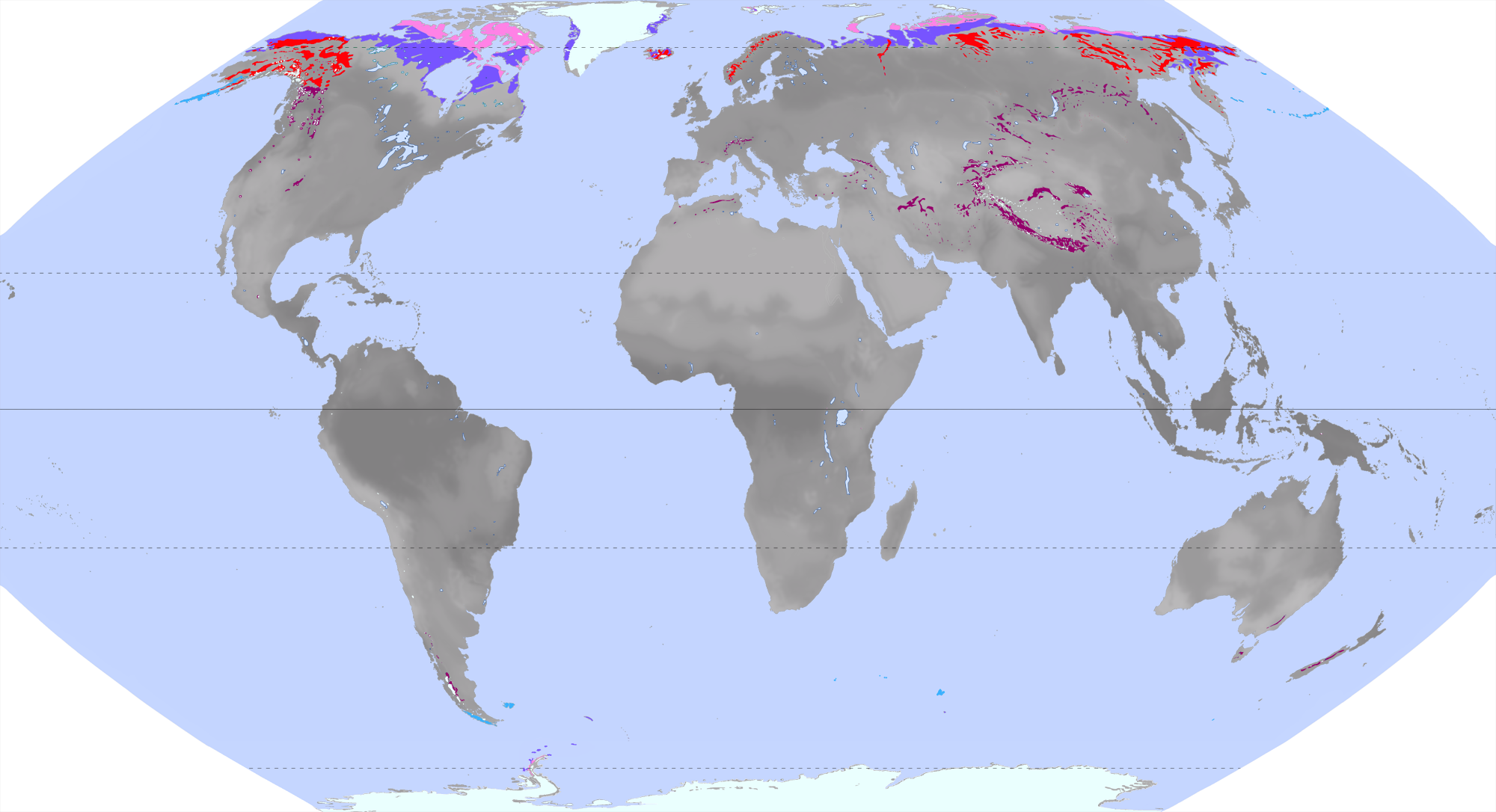
Lage der Tundren mit Untergliederung
Hochpolare Flechten- u. Moostundra (10 – 80 % Pflanzenbedeckung)
Niederpolare Zwergstrauch- u. Wiesentundra (> 80 % Pflanzenbedeckung)
Subpolare Bergtundra
Bergtundren der gemäßigten Breiten sowie azonale alpine Matten u. Heiden
Subpolare Wiesen, Heiden u. Moore

## Charakteristik

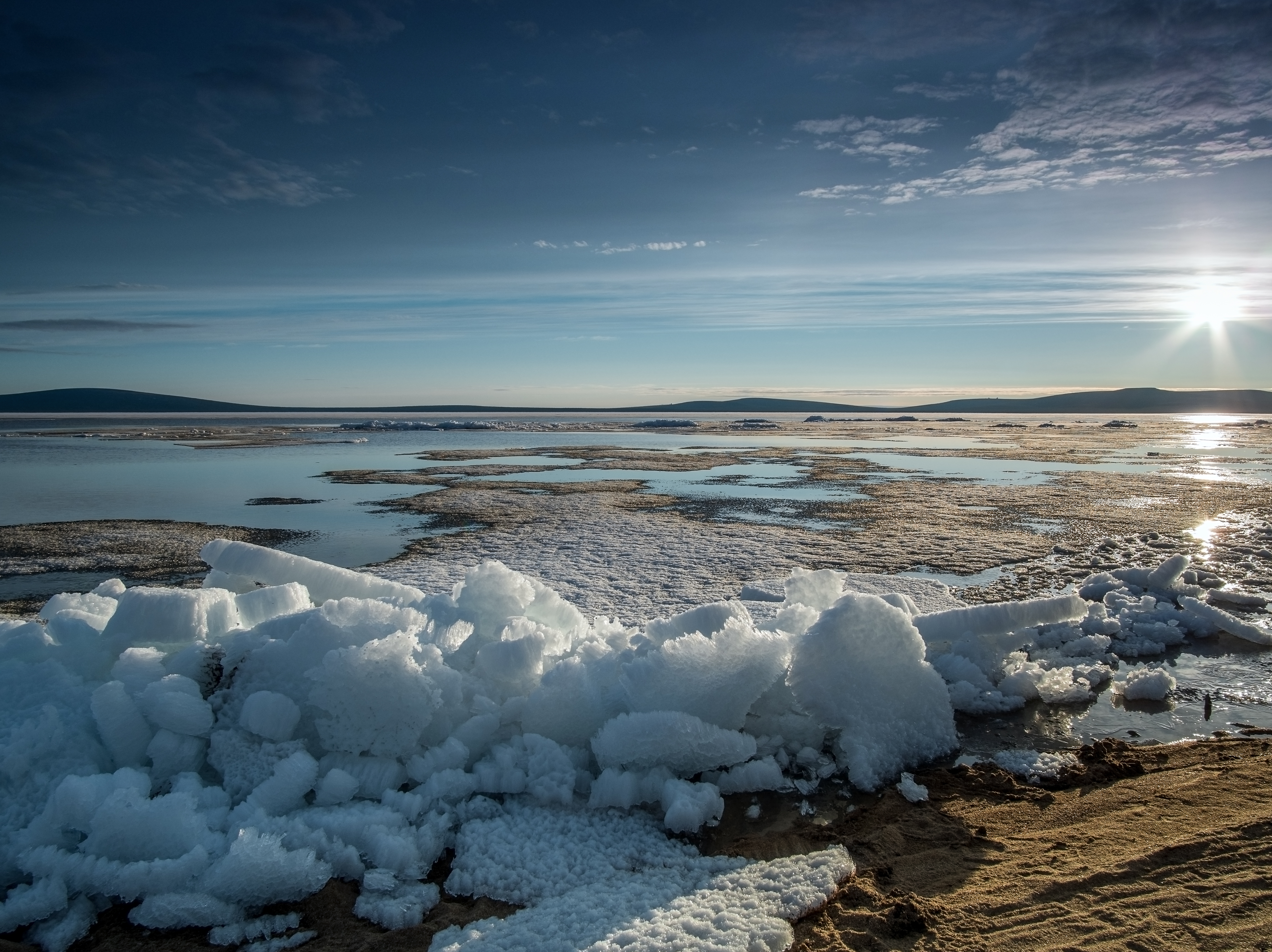
Tundrengebiete sind über viele Monate eisbedeckt

Die Tundra ist das Ergebnis eines hohen Selektionsdrucks durch lebensfeindliche Umweltbedingungen: Das Pflanzenwachstum wird vor allem durch die extremen klimatischen Bedingungen sowie (in der Regel) durch den Permafrostboden beeinflusst. Im Sommer entstehen durch die Staunässe über gefrorenem Untergrund sehr große temporäre Feuchtgebiete. Dieses Wechselspiel aus Frost und Nässe ist zudem die Ursache für die verschiedenartigen Moore und Bodenstrukturen in den Tundralandschaften. Die Gewächse der Tundra zeichnen sich durch niedrige Wuchsformen und große Frostunempfindlichkeit aus. Bestandsbildende Pflanzen sind Moose und Flechten, Gräser, alpine Kräuter und sommergrüne Zwergsträucher. Die Zweige dieser Sträucher bleiben vielfach dicht am Boden (Spalierwuchs), abhängig davon, wie rau das Mikroklima an ihrem Standort ist.

### Klimatische Voraussetzungen
Die Tundren der Erde liegen in der (sub)polaren Klimazone und sind damit in der Regel durch sehr kalte Klimata mit langen, kalten Wintern und kurzen, kühlen Sommern gekennzeichnet. Im kältesten Monat sinken die Durchschnittstemperaturen unter −17 bis −40 °C. In Feuerland und Patagonien bleiben die Temperaturen in Gefrierpunktnähe (daher auch keine echten Tundren), während sie in den Bergtundren Sibiriens auch deutlich unter −40 °C fallen können. In den „echten“ Tundren liegt acht bis elf Monate Schnee. Der wärmste Monat liegt zwischen −6 und 6 °C in den polaren Tundren und deutlich über dem Gefrierpunkt bis zu 16 °C in den Bergtundren wärmerer Breiten. Doch auch in den hohen Breiten sind Maximaltemperaturen von 25 °C möglich. Das langjährige Temperaturmittel liegt in den Polartundren bei −4 bis −15 °C im Schnitt, während es in den anderen Gebieten nach oben auf 7 °C und nach unten bis auf −22 °C abweichen kann. Für die polaren Tundren kommt zudem eine für das Pflanzenwachstum erschwerende sehr geringe Sonneneinstrahlung hinzu, die allerdings im Hochsommer durch die Mitternachtssonne z. T. kompensiert wird.
Mit Durchschnittswerten von 80 bis 450 mm sind die Jahressummen der Niederschläge niedrig bis moderat. In den ozeanischen Gebirgen werden auch Werte von über 1500 mm gemessen. Da sie vorwiegend als Schnee fallen, wird das Klima auch als nival bezeichnet. Die lange Frostperiode und die niedrigen Temperaturen führen zu einer geringen Verdunstungsrate, so dass der Wasserhaushalt am Erdboden trotz der geringen Niederschlagsmengen vollhumid (sehr feucht) ist.
Die Vegetationsperiode ist mit 30–90 Tagen kurz bis sehr kurz. Dies führt allerdings dazu, dass die Blütezeit vieler Pflanzen, die anderswo zu unterschiedlichen Zeiten stattfindet, im Tundrenklima gleichzeitig eintrifft.
Nach der effektiven Klimaklassifikation von Köppen / Geiger spricht man bei den vorgenannten Bedingungen vom sogenannten Tundrenklima (Kürzel: ET).

### Weitere Kennzeichen
Die meisten Böden in den Tundren gehören zu den Permafrostböden. Sind es organische Böden, also insbesondere die aus Moostorfen bestehenden Tundramoore, so gehören sie gemäß dem internationalen Bodenklassifikationssystem World Reference Base for Soil Resources (WRB) zu den Histosolen. (Auch Moore ohne Permafrost gehören zu den Histosolen, doch sind diese in der Tundra selten.) Sind die Permafrostböden Mineralböden, z. B. in felsigem oder sandigem Gelände, so werden sie Cryosole genannt. In weitaus geringerer Ausdehnung finden sich zudem unter Alaskas und Nordeuropas Bergtundren Leptosole. Das sind flachgründige Böden auf Festgestein oder sehr skelettreiche Böden.
Es fällt nur sehr wenig Bodenstreu an, und die Zersetzung verläuft sehr langsam. Dies ist die Ursache für eine enorme Anhäufung (Akkumulation) von Rohhumus in den ebenen Tundren und für sehr große, recht einheitliche Ökosysteme. Auf flachgründigen Hängen kommt es zudem häufig zum Fließen des Bodens (Solifluktion).
Ausgesprochen typisch für die hochpolaren Tundralandschaften ist das unruhige Bodenrelief, das häufig durch Kuppen und Mulden oder netz- bzw. ringartig angeordnete Wälle gekennzeichnet ist. Es handelt sich dabei entweder um polare Moortypen (Aapamoore, Polygonmoore), um Palsas oder Pingos oder in trockeneren Bereichen um sogenannte Frostmusterböden. Im Wesentlichen führt das Auf- und Abtauen des Bodens über dem Permafrost zu diesen ungewöhnlichen Strukturen.
Durch die vorgenannten abiotischen Faktoren ist die vorhandene Menge an Biomasse sehr niedrig (25–30 t/ha Trockenmasse). Pro Jahr entstehen fünf bis sechs t/ha neu.

### Flora

#### Nordhalbkugel
Nur 0,4 % aller Gefäßpflanzen der Erde leben in der Arktis. In den meisten Gebieten wird die gesamte Vegetation (teilweise bis über 90 %) von weniger als 10 Arten gestellt. Zudem ist die Verbreitung fast aller dort lebenden Arten nicht auf die Tundra beschränkt. Die Pflanzendichte und -vielfalt nimmt polwärts ab. Folgende Gewächse sind typisch für die Tundra:
Moose, Flechten; großflächig Sauergräser, deutlich weniger Süßgräser; Bärlappgewächse, Zwerg-Birke, Bleiwurzgewächse, Farne, Germergewächse, Glockenblumengewächse, Hahnenfußgewächse, Heidekrautgewächse, Knöterichgewächse, Korbblütler, Kreuzblütengewächse, Mohngewächse, Nachtkerzengewächse, Nelkengewächse, Raublattgewächse, Rosengewächse,  Schachtelhalme, Schmetterlingsblütler, Sommerwurzgewächse, Steinbrechgewächse,  Wasserschlauchgewächse, Wegerichgewächse, strauchförmige und zwergwüchsige Weidengewächse.

#### Südhalbkugel
Bevor der Mensch eine Handvoll Neophyten einschleppte, wuchsen in der gesamten Antarktis nur zwei Blütenpflanzen: die Antarktische Schmiele (Deschampsia antarctica) und das Nelkengewächs Antarktische Perlwurz (Colobanthus quitensis). Der weitaus größte Teil der antarktischen Tundra wird von Moosen und Flechten gebildet. Auch die anderen Gebiete der sub-antarktischen tundraähnlichen Vegetation (vor allem Feuerland, Falklandinseln, Südgeorgien, Kerguelen, Crozetinseln) weisen wesentlich weniger Zwergsträucher und insgesamt eine viel geringere Artenvielfalt als die sub-arktische Tundra auf.

### Fauna

#### Nordhalbkugel
Folgende Säugetiere sind typische Bewohner der polaren Tundra: Eisbär, Moschusochse, Polarfuchs und Polarwolf. Bis in die Waldtundren verbreitet sind (Russischer) Tundrawolf, Polarhase und Schneehase. Von der Tundra bis in die borealen Nadelwälder sind folgende Säugetiere verbreitet: Lemming, Braunbär, verschiedene Unterarten des Wolfes (Mackenzie-Wolf, Eurasischer Wolf), Vielfraß und Rentier (in Nordamerika Karibu genannt). Typisch für die Tundren und Hochlandsteppen der Gebirge Zentralasiens sind der Yak und der Schneeleopard.
Typische Tundravögel sind: Enten, Falken, Gänse, Regenpfeifer, Kolkrabe, Kraniche, Küstenseeschwalbe, Möwen und Raubmöwen, Raufußbussard, Schneeammer, Schneeeule, Schneehuhn, Spornammer, Steinadler, Steinwälzer, Strandläufer, Lappen- und Seetaucher, Tundraschwan.

#### Südhalbkugel
Die Tierwelt der subantarktischen Tundren ist ebenfalls deutlich artenärmer als die der Arktis. Alle größeren landlebenden Tiere der Antarktis sind Vögel, vor allem Pinguine, Sturmvögel und Scheidenschnäbel. Nur in den tundraähnlichen Magellan-Mooren Feuerlands kommen einige wenige Säugetiere wie das Guanako, der Andenschakal oder Kammratten vor. Auf den Falklandinseln lebte ein einziges heimisches Landsäugetier, der Falklandfuchs, der im 19. Jahrhundert ausgerottet wurde. Auf vielen subantarktischen Inseln wurden u. a. Kaninchen, Ratten, Hunde und Katzen eingeführt, die z. T. der einheimischen Tierwelt großen Schaden zufügen. Bewusst angesiedelt wurde das Rentier in Südgeorgien, auf den Kerguelen und auf Feuerland. Die rund 3000 Tiere zählende Population in Südgeorgien wird von 2011 bis 2015 wieder komplett ausgerottet, um weitere Schäden an der empfindlichen Tundravegetation zu verhindern.

## Indigene Bewohner

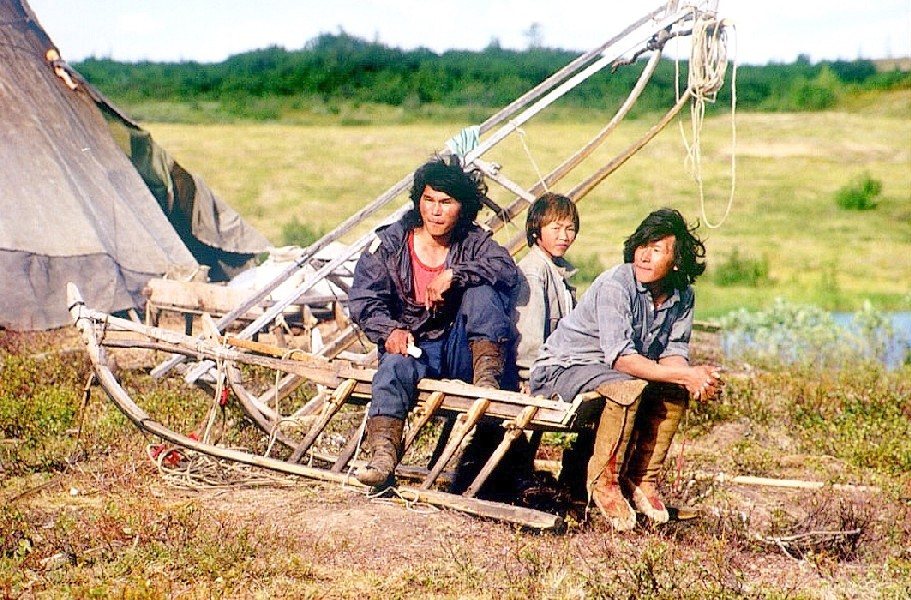
Nenzen in der Tundra bei Dudinka am Jenissej in Sibirien

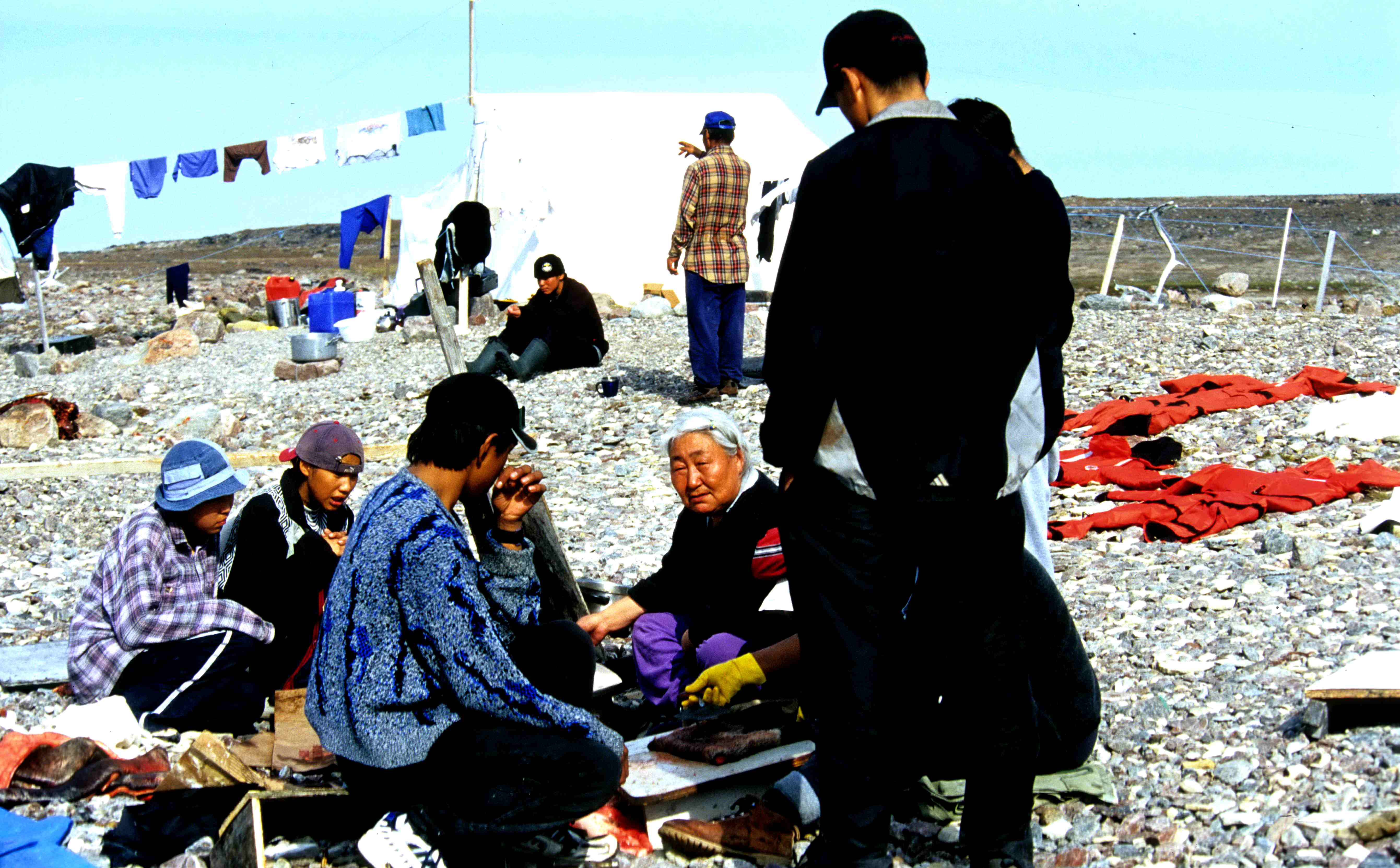
Der Inuit-Tradition folgendes „Leben auf dem Land“ (Camp Najutaqtujuq, Nordbaffin)

Die Jagd (hier auf Rentiere) spielt bei einigen Inuit auch im 21. Jahrhundert noch eine wichtige Rolle

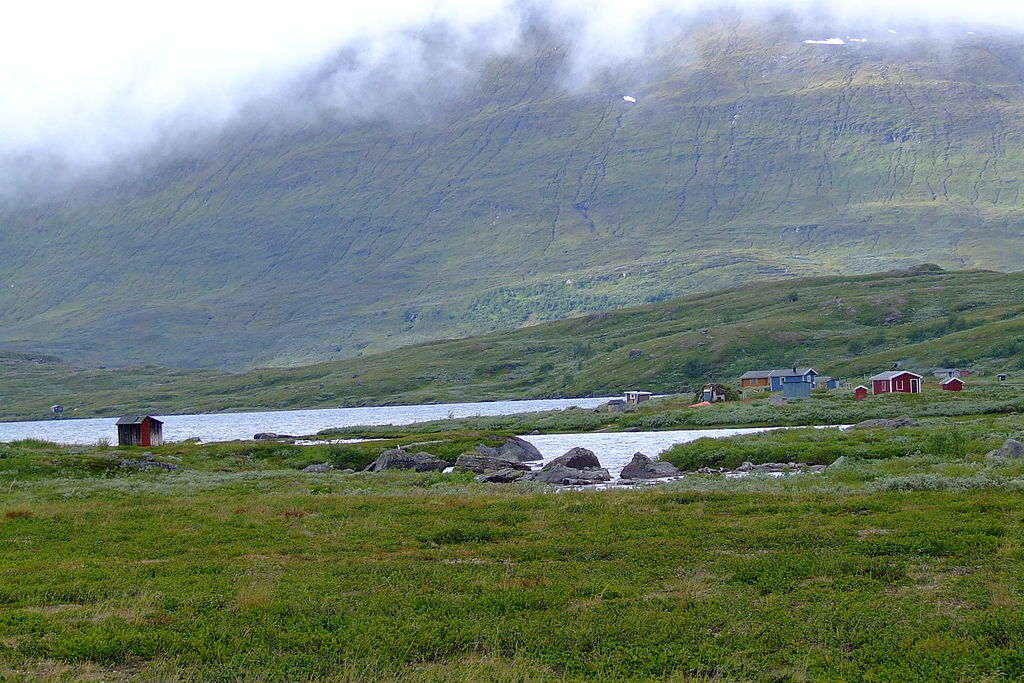
Siedlung der Samen in der schwedischen Bergtundra

Die polaren und subpolaren Gebiete zählen zu den am dünnsten besiedelten Landschaften der Erde, obgleich der Mensch bereits während der letzten Eiszeit in die Arktis vordrang. In den naturnah verbliebenen Tundren leben auch heute noch indigene Völker, deren Leben seit jeher von den Eigenarten ihres Landes geprägt wurde und die nach wie vor von weitgehend intakten ökologischen Verhältnissen ihrer angestammten Heimat abhängig sind. Die folgende Auswahl berücksichtigt daher nur solche Völker, bei denen zumindest einige Bevölkerungsteile noch nicht gänzlich die moderne westliche Kultur übernommen haben, deren Wirtschaftsweisen überwiegend extensiv und traditionell nachhaltig geprägt sind und bei denen die kulturelle Identität immer noch eine große – oftmals spirituell verankerte – Verbundenheit mit ihrem natürlichen Lebensraum enthält.
Dies darf jedoch nicht darüber hinwegtäuschen, dass sich die ursprüngliche „naturnahe“ Lebensweise aller dieser Menschen durch zunehmende Technisierung, veränderte Abhängigkeiten durch den Einfluss des westlichen Lebensstils oder durch verschiedenartige Assimilationspolitik und durch abnehmende überlieferte Kenntnisse bereits stark verändert hat. Es gibt zwar viele erfolgversprechende Ansätze zur Bewahrung oder Wiederbelebung der Traditionen. Dies bezieht sich jedoch meistens auf Sprache, Materialkultur, Brauchtum oder Religion. Nur in wenigen Fällen haben diese Bestrebungen einen kulturökologischen Hintergrund, um den Erhalt der traditionellen Wirtschaftsweisen in der Tundra zu fördern.
Die Urbevölkerung der eurasischen Tundren sind (von West nach Ost) die Sámi der fennoskandischen Fjäll-Gebiete, die Nenzen, Nganasanen, Ewenken – die alle zum Kulturareal „Sibirien“ gerechnet werden; sowie die Jukagiren, Tschuktschen und Korjaken die das Kulturareal „Paläo-Sibirien“ bilden. Die nordeurasischen Tundrenvölker waren früher zum größten Teil Rentier-Nomaden. Auch heute spielt die Rentierhaltung bei den meisten der genannten Völker eine mehr oder weniger große Rolle. Die Nenzen konnten ihre traditionell-angepasste Lebensweise bislang am besten bewahren.
Die Ureinwohner der großen Tundren Nordamerikas und Grönlands sind die Eskimo-Völker (Kulturareal „Arktis“) – darunter die Inuit –, die zum Teil heute noch von der Jagd (vor allem auf Meeressäuger) leben. In den Bergtundren Alaskas und Kanadas jagen zudem einige athabaskische Indianerstämme, allen voran die Kutchin, die nach wie vor primär vom Karibu leben. Das Wohngebiet dieses Stammes liegt jedoch in der Waldtundra. Beim Großteil der genannten Ethnien ist das Jagen und Sammeln nur noch ein Nebenerwerb. Die indigenen Bewohner der subpolaren, tundraähnlichen Gebiete Südalaskas sind die Aleuten.
Die ersten gesicherten längerfristigen Besiedler der isländischen Tundra waren norwegische Wikinger.

## Nutzung, Entwicklung, Gefährdung und Naturschutz

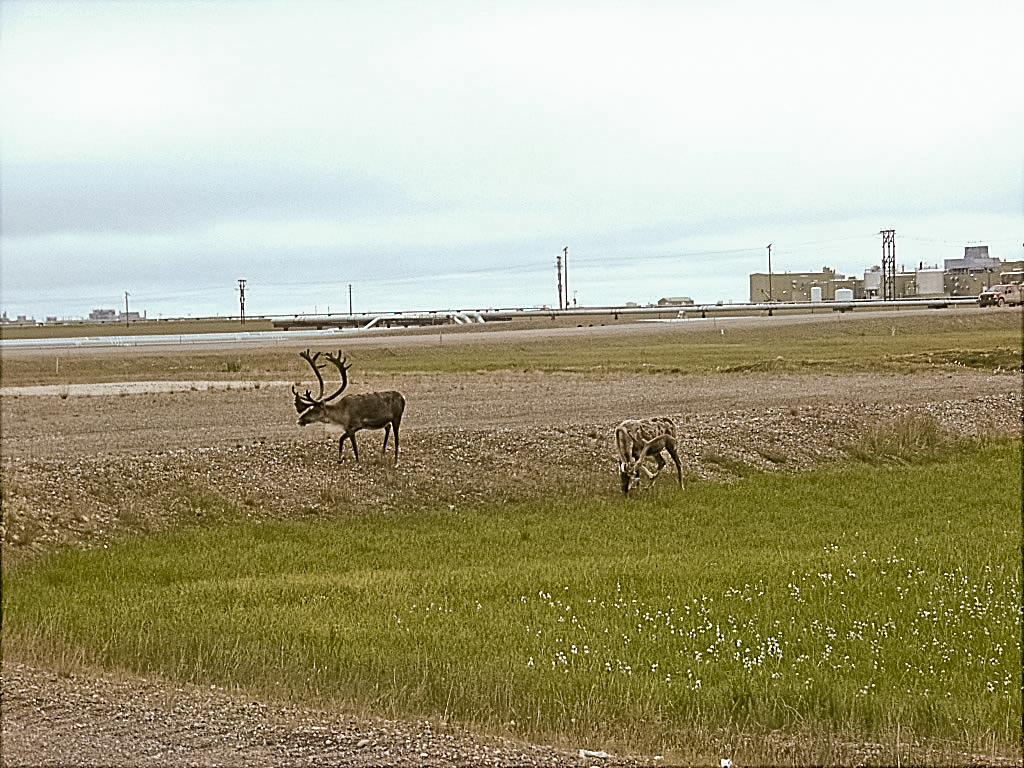
Karibus vor den Ölfeldern von Prudhoe Bay, Alaska

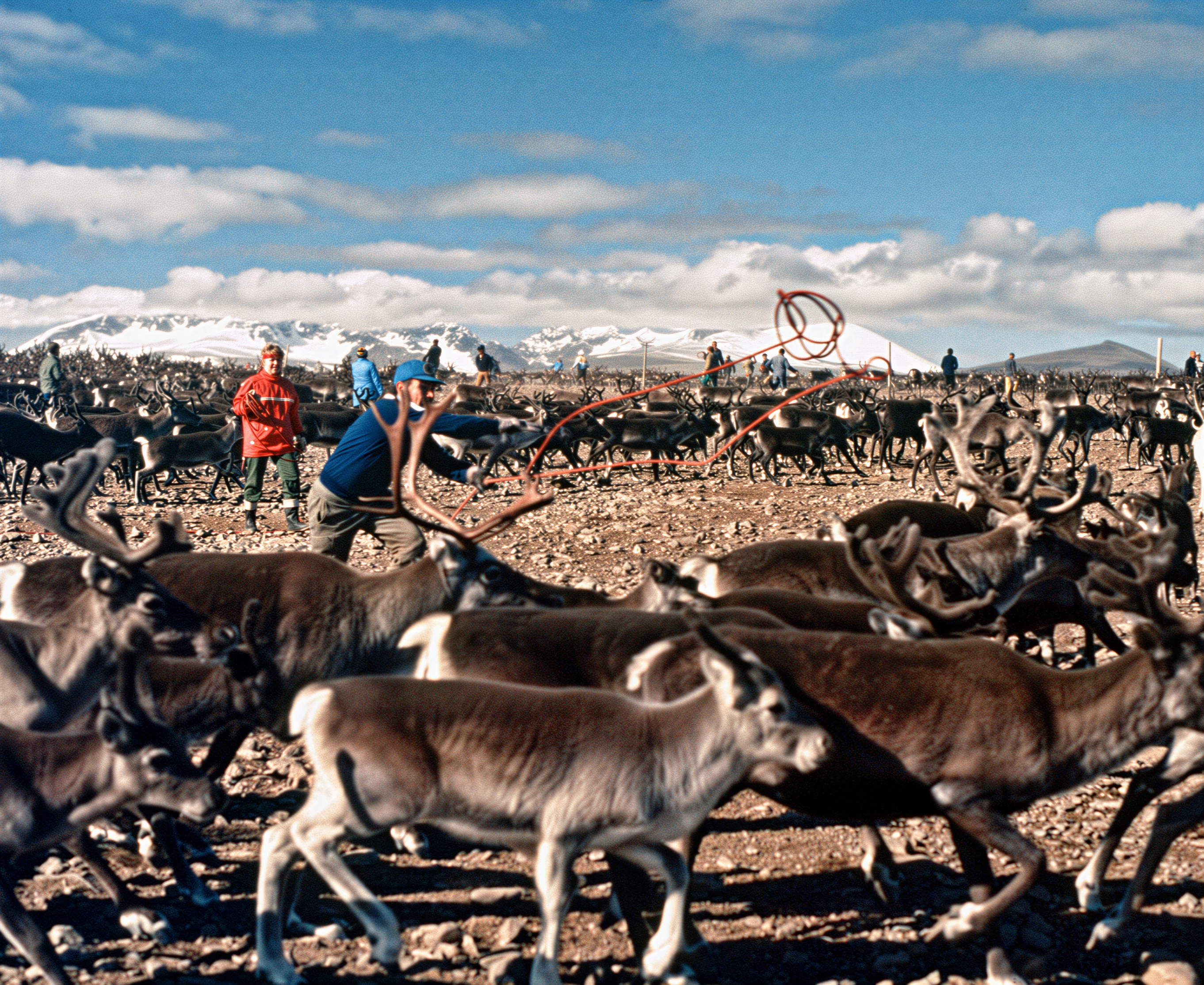
Rentierscheidung im Fjäll von Nikkaluokta

Landwirtschaftlicher Anbau ist in der Tundra aufgrund des Klimas nicht möglich. Seit jeher ist die großflächige Nutzung daher auf die mobile Rentier-Weidewirtschaft beschränkt: Früher ausschließlich nomadisch, heute häufig halbnomadisch und unter Einsatz moderner Methoden. Insbesondere in Nordeuropa, aber auch in Teilen Nordrusslands, geht der Anteil der Rentierhaltung in Subsistenzwirtschaft zugunsten der marktorientierten Tierproduktion stetig zurück. Der entstehende wirtschaftliche Wettbewerb führt vielfach zu einer Vergrößerung der Herden mit der Gefahr der Überweidung. Normalerweise sind ein bis sieben Rentiere auf einen Quadratkilometer die Grenze, die jedoch heute oft überschritten wird.
Unter den Tundraböden liegen reichhaltige Bodenschätze, deren Förderung abgesehen von Erdöl und Erdgas angesichts der enormen Größe der Gebiete als „punktuell“ bezeichnet werden kann. Die Gas- und Erdölförderung – z. B. an der Küste Nordalaskas (Prudhoe-Bay-Ölfeld) oder in Nordsibirien (Gasfeld Urengoi) – ist hingegen mit großflächigen Störungen und weitreichenden Risiken für die empfindlichen Ökosysteme verbunden. Böden und Vegetation sind so empfindlich, dass sich bereits scheinbar geringfügige Verwundungen durch die klimatischen Bedingungen im Laufe der Zeit immer stärker ausprägen (sog. Thermokarst).
In der gesamten Antarktis darf vorläufig bis 2048 im Rahmen des „Weltparks Antarktis“ keine Rohstoffförderung stattfinden.
Die globale Luftverschmutzung hat in einigen Tundragebieten zur Versauerung von Gewässern und zur Schädigung der empfindlichen Flechten geführt, die eine wesentliche Nahrungsquelle für viele Tiere sind. Die vom Menschen verursachte Ausdünnung der Ozonschicht führt zu einer verstärkten Ultraviolettstrahlung, die wiederum zu einer direkten Schädigung von Pflanzen und Tieren führen kann.
Die größte Gefahr für die Tundra resultiert aus der globalen Erwärmung, die in den hohen Breiten des Nordens deutlich über dem Durchschnitt liegt. Die Tundra wird verbuschen und schließlich – wenn auch mit einer großen zeitlichen Verzögerung  – zu Wald werden, so dass dieser Vegetationstyp mitsamt seinen typischen Bewohnern eines Tages nahezu komplett verschwinden wird.
Schon heute führt das Auftauen der Permafrostböden zu erheblichen Schäden an der Natur, aber auch an Straßen und Gebäuden. Möglicherweise werden dabei im Laufe der Zeit große Mengen Methan freigesetzt, die die Erwärmung nochmals drastisch beschleunigen könnten. Immer häufiger kann man beobachten, dass die Rentierherden an den Folgen der Erwärmung leiden. Warme Wetterphasen im Sommer, die zu einer geschwächten Immunabwehr führen, sind dabei noch das geringere Problem. Tauwetter im Winter führt dazu, dass sich anschließend eine Eisschicht auf der Vegetation bildet, die den Tieren den Zugang zu ihrer Nahrung erheblich erschwert.
Die Artenvielfalt (und die darüber hinausgehende Biodiversität) der Tundra ist sehr niedrig (600–1000 Arten pro ha).
Nach Angaben der IUCN standen 2003 ca. 15 % der Gesamtfläche unter Schutz. Davon wiederum entfallen rund 74 % auf Nordamerika.
Die in der Infobox genannten exemplarischen Großschutzgebiete enthalten jeweils einen größtmöglichen Anteil des Vegetationstyps Tundra. Zudem handelt es sich ausschließlich um Gebiete, bei denen die Erhaltung (oder Wiederherstellung) eines möglichst unbeeinflussten Naturzustandes vorrangig ist und die im internationalen Vergleich als streng geschützt betrachtet werden können.

## Untergliederung
Der globale Vegetationstyp Tundra muss als Oberbegriff für eine Vielzahl kleinerer Pflanzenformationen, Biome und Ökoregionen gesehen werden, die bis auf die Ebene der Biotope in einer unterschiedlichen Anzahl von Stufen weiter untergliedert werden können:

### Weitere Einteilung nach Pflanzenformationen
Nach ähnlichen Erscheinungsbildern – und demnach im Wesentlichen ohne Betrachtung des konkreten Arteninventares –, lassen sich die Tundren wie folgt weiter untergliedern:
(Diese Gliederung basiert auf den Bezeichnungen von Josef Schmithüsen)
- Hochpolare Flechten- u. Moostundra – 10 bis 80 % Pflanzenbedeckung
  - Flechtentundra – besetzt vorwiegend sandige Böden und liebt trockene Standorte
  - Moostundra – kommt auf feuchten Böden vor
- Niederpolare Zwergstrauch- u. Wiesentundra – über 80 % Pflanzenbedeckung
  - (Arktische) Zwergstrauchtundra
  - Subantarktische Hartpolsterformationen – der westantarktischen Inseln
  - Tundramoor –  aus Moosen, Wollgras und Seggen bestehend
  - Wiesentundra – mit Schmielen, Schwingel und Reitgräsern; an manchen Stellen mischen sich Krähenbeere sowie Bärentraube und auch Zwergbirken unter die Gräser; Wiesen- oder Rasentundra wächst vorwiegend auf lehmigen Böden in der ozeanischen Variante des subpolaren Klimas
- Bergtundra / azonale alpine Matten u. Heiden
  - Bergtundra – schwedisch Fjäll, norwegisch Fjell, isländisch Fjall, finnisch Tunturi wird die Bergtundra in Nordeuropa genannt
  - Alpine Matten – die Wiesentundren oberhalb der Baumgrenze in den Gebirgen
  - Gebirgsvegetation über der Baumgrenze – vorwiegend Zwergsträucher
  - Hart- und Dornpolster-Gebirgsformationen – der mittleren Anden
- Tundraähnliche Formationen der subpolaren Region der Nordhalbkugel und der ozeanisch-gemäßigten Region der Südhalbkugel
  - Subarktische Wiesen und Heiden – auf den Aleuten-Inseln und in Südalaska
  - Subantarktische Zwergstrauchheide – vorwiegend auf den Inseln des Südatlantiks
  - Subantarktische Wiesen – vorwiegend auf den Inseln des südlichen Indischen Ozeans
  - „Magellan-Moor“ – auf den südwestlichen Inseln vor Feuerland

### Einteilung nach Biomen/Ökoregionen
Bei der weiteren Untergliederung gelangt man von der globalen Betrachtung auf die Maßstabsebene der Regionen. Auf dieser Ebene werden vorrangig gesamte Ökosysteme betrachtet und nicht nur die Vegetation. Man spricht dabei von den Biomen und/oder Ökoregionen.

#### WWF-Ökoregionen
Die Umweltstiftung WWF USA hat eine beispielhafte weltweite Klassifizierung nach Ökoregionen vorgenommen. Die Abgrenzungen dieser Regionen beruhen auf einer Kombination verschiedener biogeographischer Konzepte. Sie sind für die Zwecke und Ziele des Naturschutzes besonders gut geeignet.
Der Begriff Tundra wird nach den WWF-Kategorien für eines von 14 Haupt-Biomen („Major habitat types“) verwendet, dem in etwa das Polare Zonobiom entspricht. Im Sinne dieser Haupt-Biome wird die Kältewüste zur Tundra gerechnet, die azonalen Bergtundren jedoch nicht. 53 Ökoregionen („Ecoregions“) untergliedern dieses Haupt-Biom.